# ムシュティカ

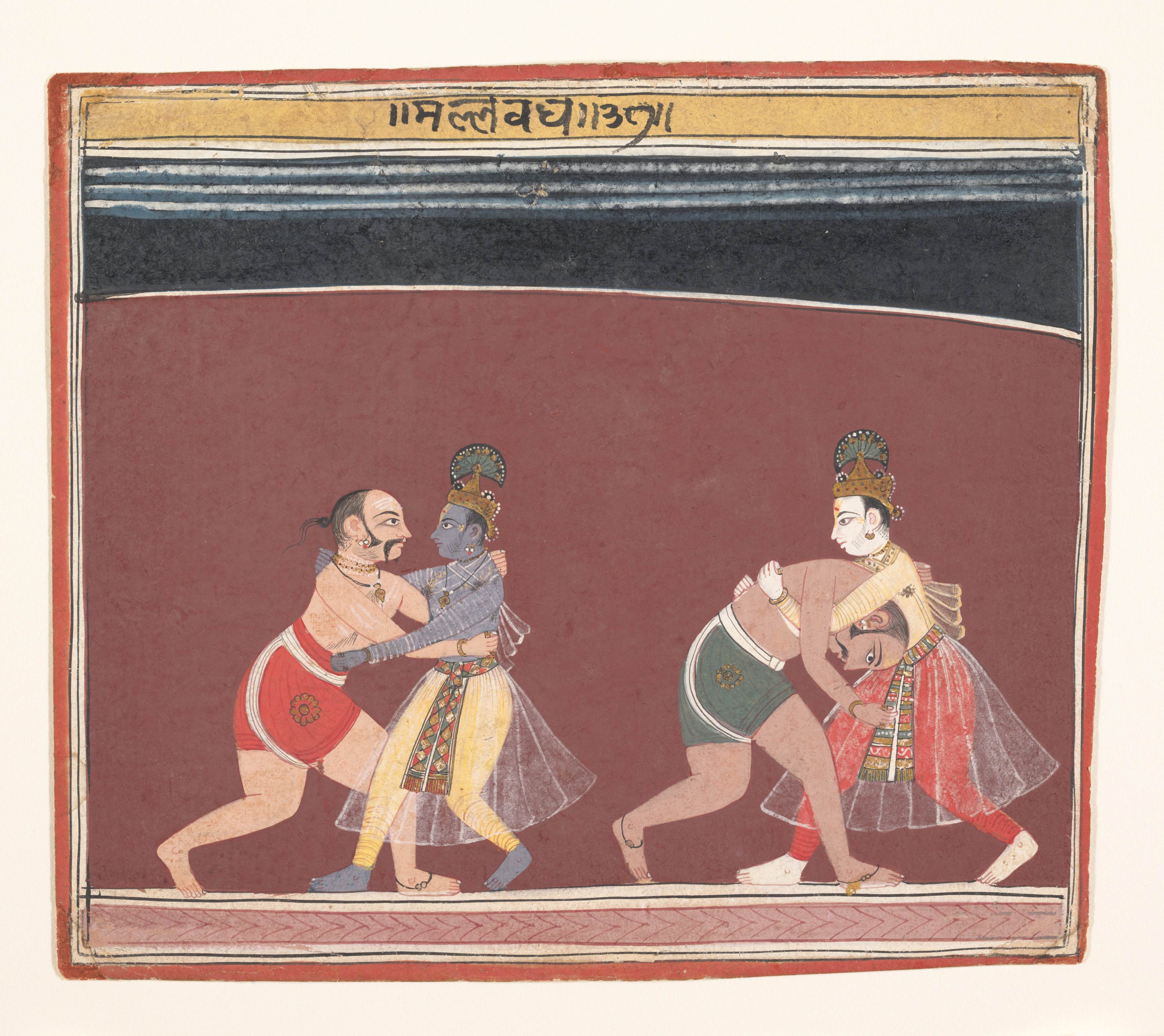
バララーマと戦うムシュティカ（右）、チャーヌーラと戦うクリシュナ（左）。1650年頃。

ムシュティカ（梵: मुष्टिक, Muṣṭika）は、インド神話に登場するアスラである。マトゥラーの悪王カンサに仕える悪魔の1人。『バーガヴァタ・プラーナ』によると、チャーヌーラとともに強大な力を持った闘士であった。

## 神話
聖仙ナーラダからクリシュナが生きていることを聞かされたカンサは、悪魔ケーシンにクリシュナとバララーマの殺害を命じ、またムシュティカとチャーヌーラたちに闘技場を建設させ、クリシュナを殺すための闘技大会の開催を命じた。闘技大会では、巨象クヴァラヤーピーダを殺したクリシュナとバララーマが闘技場に入って来ると、ムシュティカはチャーヌーラとともに2人に戦いを挑んだ。ムシュティカはバララーマと、チャーヌーラはクリシュナと激しい戦いを繰り広げた。観客の女たちはあどけなさが残るクリシュナとバララーマが屈強な闘士と戦うことの不公平さを嘆いたが、そんな心配をよそにクリシュナはチャーヌーラを殺し、バララーマもまたムシュティカの打撃に対して強烈な平手打ちで反撃し、ムシュティカを殺した。さらにバララーマは向かってきた別の闘士クータを左手の打撃で倒した。